# Tour de France 2011/8. Etappe
Die 8. Etappe der Tour de France 2011 am 9. Juli führte über 189 Kilometer von Aigurande nach Super Besse-Sancy. Auf der Etappe gab es eine Sprintwertung, außerdem eine Bergwertung der 2. Kategorie und der 3. Kategorie sowie zwei der 4. Kategorie. Es gingen noch 189 der 198 gemeldeten Fahrer an den Start.

## Rennverlauf
Wenige Kilometer nach dem Start setzte sich Christophe Riblon ab, dem acht weitere Fahrer folgten, wobei das Renntempo hoch war und das BMC Racing Team die Nachführarbeit übernahm. Den Punkt der ersten Bergwertung gewann Julien El-Farès, während sich Riblon die 20 Punkte bei der Sprintwertung sicherte. Zu diesem Zeitpunkt betrug der Vorsprung der Ausreißer über sechs Minuten und verringerte sich dann wieder. Philippe Gilbert fuhr als Erster des Hauptfeldes über die Sprintwertung, nachdem Mark Cavendish den Sprint abgebrochen hatte. Im weiteren Verlauf mischten sich auch weitere Teams in die Führungsarbeit des Feldes ein. Unterdessen gewann Alexander Kolobnew die zweite Bergwertung des Tages.
Am Anstieg zur dritten Bergwertung griff Tejay van Garderen an, dem Cyril Gautier und Rui Costa folgten. Auch aus dem Hauptfeld heraus gab es nun Angriffe. Es bildete sich eine Gruppe aus Amets Txurruka, Paolo Tiralongo und Pierre Rolland, denen Johnny Hoogerland und Juan Antonio Flecha folgten. Kurz darauf trat auch Alexander Winokurow an, der zur Gruppe um Tiralongo aufschloss, die Xabier Zandio aus der ehemaligen Spitzengruppe einholten. Unterdessen gewann van Garderen vor Costa die Bergwertung. Nach dem Gipfel attackierten Riblon und van Garderen die Spitzengruppe, zu der noch Gautier und Costa zählten, aber ohne Erfolg. Winokurow kämpfte sich weiter nach vorn, wobei er Riblon, Gautier und van Garderen einholte. Costa blieb währenddessen an der Spitze und errang den Etappensieg.
Hinter Costa fiel auch Winokurow wieder zurück, als in der Hauptgruppe Alberto Contador angriff, gefolgt von Cadel Evans. Letztlich setzte sich aber Philippe Gilbert durch, der mit dem zweiten Platz das Grüne Trikot zurückeroberte. Thor Hushovd, der mit der Gruppe ins Ziel gekommen war, behielt das Gelbe Trikot.

## Bergwertungen

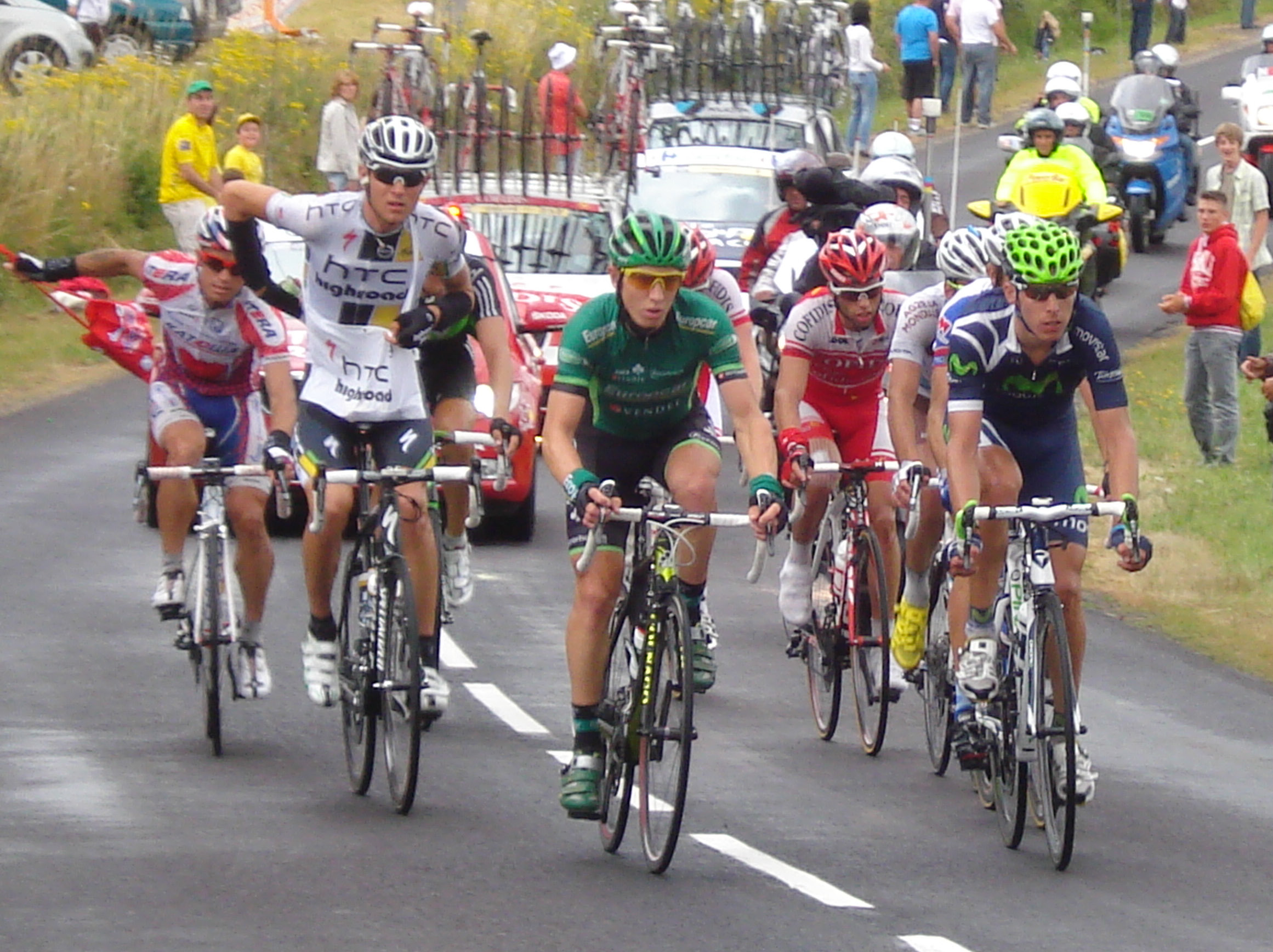
Ausreißergruppe auf der 8. Etappe

| Côte d’Évaux-les-Bains Kategorie 4 nach 65,5 km auf 445 m 1,7 km bei 6,2 % |            |                    |        |
| 1.                                                                         | Frankreich | Julien El-Farès () | 1 Pkt. |

| Côte du Rocher des Trois Tourtes Kategorie 4 nach 119,5 km auf 766 m 1,3 km bei 4,6 % |          |                          |        |
| 1.                                                                                    | Russland | Alexander Kolobnew (KAT) | 1 Pkt. |

| Col de la Croix Saint-Robert Kategorie 2 nach 164 km auf 1451 m 6,2 km bei 6,2 % |                    |                          |        |
| 1.                                                                               | Vereinigte Staaten | Tejay van Garderen (THR) | 5 Pkt. |
| 2.                                                                               | Portugal           | Rui Costa (MOV)          | 3 Pkt. |
| 3.                                                                               | Frankreich         | Christophe Riblon (ALM)  | 2 Pkt. |
| 4.                                                                               | Frankreich         | Cyril Gautier (EUC)      | 1 Pkt. |

| Super Besse-Sancy Kategorie 3 nach 189 km auf 1275 m 1,5 km bei 7,6 % |          |                        |        |
| 1.                                                                    | Portugal | Rui Costa (MOV)        | 2 Pkt. |
| 2.                                                                    | Belgien  | Philippe Gilbert (OLO) | 1 Pkt. |

## Punktewertung
| Zwischensprint in Auzances nach 83 km auf 573 m |                        |                              |         |
| 1.                                              | Frankreich             | Christophe Riblon (ALM)      | 20 Pkt. |
| 2.                                              | Portugal               | Rui Costa (MOV)              | 17 Pkt. |
| 3.                                              | Russland               | Alexander Kolobnew (KAT)     | 15 Pkt. |
| 4.                                              | Vereinigte Staaten     | Tejay van Garderen (THR)     | 13 Pkt. |
| 5.                                              | Belgien                | Romain Zingle (COF)          | 11 Pkt. |
| 6.                                              | Frankreich             | Julien El-Farès (COF)        | 10 Pkt. |
| 7.                                              | Niederlande            | Addy Engels (QST)            | 9 Pkt.  |
| 8.                                              | Frankreich             | Cyril Gautier (EUC)          | 8 Pkt.  |
| 9.                                              | Spanien                | Xabier Zandio (SKY)          | 7 Pkt.  |
| 10.                                             | Belgien                | Philippe Gilbert (OLO)       | 6 Pkt.  |
| 11.                                             | Spanien                | José Joaquín Rojas (MOV)     | 5 Pkt.  |
| 12.                                             | Spanien                | Francisco José Ventoso (MOV) | 4 Pkt.  |
| 13.                                             | Vereinigtes Konigreich | Mark Cavendish (THR)         | 3 Pkt.  |
| 14.                                             | Australien             | Matthew Goss (THR)           | 2 Pkt.  |
| 15.                                             | Belgien                | Jürgen Roelandts (OLO)       | 1 Pkt.  |

| Etappenziel in Super Besse-Sancy nach 189 km auf 1275 m |                    |                             |         |
| 1.                                                      | Portugal           | Rui Costa (MOV)             | 30 Pkt. |
| 2.                                                      | Belgien            | Philippe Gilbert (OLO)      | 25 Pkt. |
| 3.                                                      | Australien         | Cadel Evans (BMC)           | 22 Pkt. |
| 4.                                                      | Spanien            | Samuel Sánchez (EUS)        | 19 Pkt. |
| 5.                                                      | Slowakei           | Peter Velits (THR)          | 17 Pkt. |
| 6.                                                      | Belgien            | Dries Devenyns (QST)        | 15 Pkt. |
| 7.                                                      | Italien            | Damiano Cunego (LAM)        | 13 Pkt. |
| 8.                                                      | Spanien            | Alberto Contador (SBS)      | 11 Pkt. |
| 9.                                                      | Luxemburg          | Andy Schleck (LEO)          | 9 Pkt.  |
| 10.                                                     | Luxemburg          | Fränk Schleck (LEO)         | 7 Pkt.  |
| 11.                                                     | Kolumbien          | Rigoberto Urán (SKY)        | 6 Pkt.  |
| 12.                                                     | Belgien            | Jurgen Van Den Broeck (OLO) | 5 Pkt.  |
| 13.                                                     | Deutschland        | Andreas Klöden (RSH)        | 4 Pkt.  |
| 14.                                                     | Italien            | Ivan Basso (LIQ)            | 3 Pkt.  |
| 15.                                                     | Vereinigte Staaten | Christian Vandevelde (GRM)  | 2 Pkt.  |

## Aufgaben
- Christopher Horner (RSH): Nicht zur Etappe angetreten (Sturzfolge)
- Beñat Intxausti (MOV): Aufgabe während der Etappe